# Thierry Michel

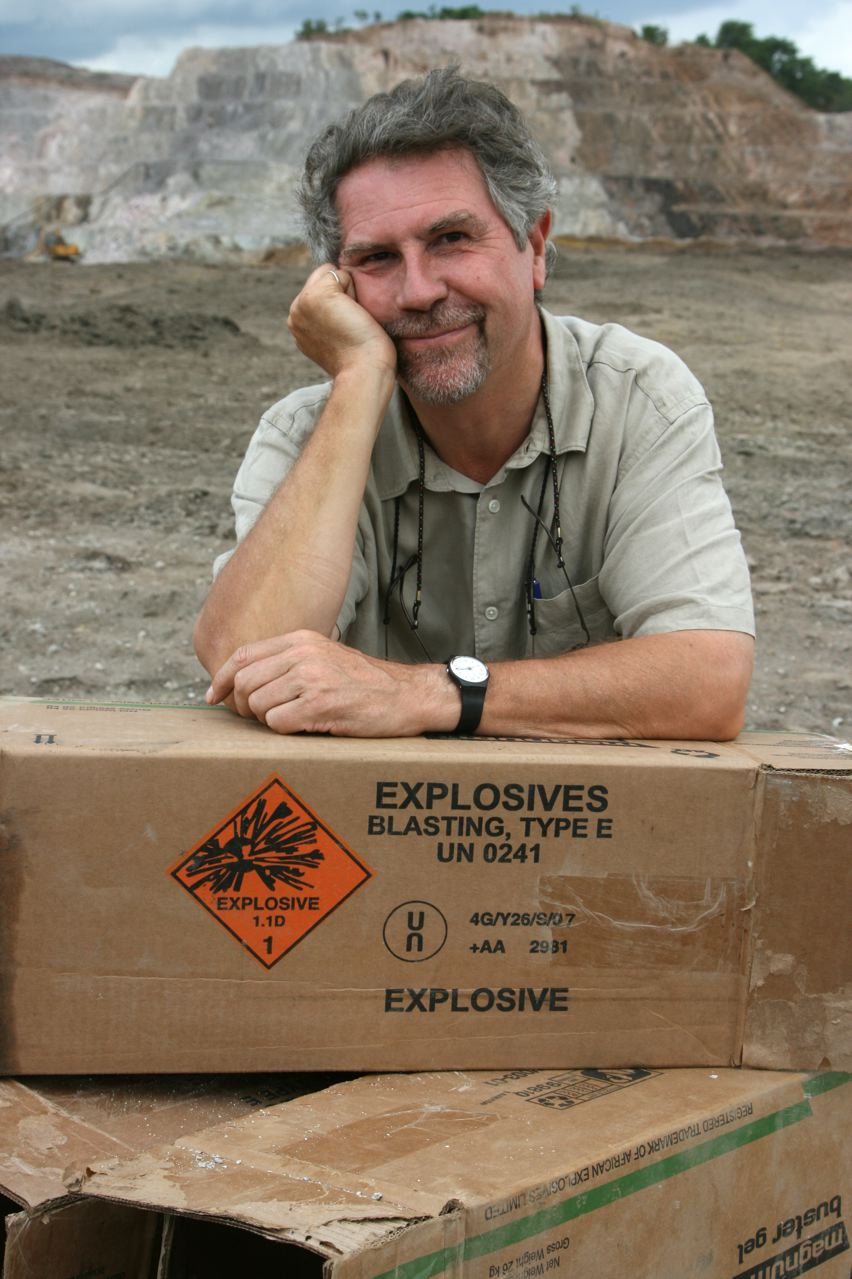
Thierry Michel

Thierry Michel (Charleroi, 13 oktober 1952) is een Belgisch filmregisseur. Hij maakt vooral politieke en sociale documentaires.

## Filmografie
- L'Empire du Silence (2022)
- L'homme qui répare les femmes (2015)
- L'affaire Chebeya (2012)
- Katanga Business (2009)
- Congo River (2005)
- Iran, sous le voile des apparences (2003)
- Mobutu, roi du Zaïre (1999)
- Donka, radioscopie d'un hôpital africain (1996)
- Nostalgies post coloniales (1995)
- Les Derniers Colons (1995)
- Somalie, l'humanitaire s'en va-t'en-guerre (1994)
- La grâce perdue d'Alain Van der Biest (1993)
- Zaïre, le cycle du serpent (1992)
- À Fleur de terre (1990)
- Gosses de Rio (1990)
- Issue de secours (1987)
- Hôtel particulier (1985)
- Hiver 60 (1982)
- Chronique des Saisons d'Acier (1982)
- Pays Noir, Pays Rouge (1975)
- Portrait d'un auto-portrait (1973)
- Ferme du Fir  (1971, kortfilm)
- Mines  (1970, kortfilmage)

- Bibliothèque nationale de France: cb14026136v (data)
- Gemeinsame Normdatei: 132681927
- International Standard Name Identifier: 0000 0000 8106 3214
- Library of Congress Control Number: no00045332
- Nationale Bibliotheek van Israël: 987007449996105171
- Système universitaire de documentation: 059340053
- Virtual International Authority File: 27265828
- WorldCat: E39PBJxmGrt7Y4PbCPFdkMBQMP